# Autonomes Banner der Ewenken

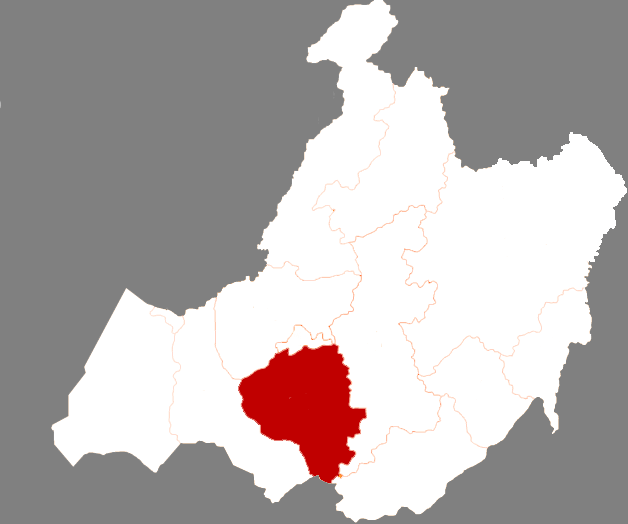
Lage des Autonomen Banners der Ewenken in Hulun Buir

Das Autonome Banner der Ewenken (chinesisch 鄂温克族自治旗, Pinyin Èwēnkèzú Zìzhìqí; mongolisch ᠡᠸᠡᠩᠬᠢ ᠥᠪᠡᠷᠲᠡᠭᠡᠨ ᠵᠠᠰᠠᠬᠤ ᠬᠣᠰᠢᠭᠤ Eveŋki öbertegen jasaqu qosiɣu; ewenkisch Ewengki Aimanni Mvvngkeng Isihēr Gosa) ist ein Banner im Verwaltungsgebiet der bezirksfreien Stadt Hulun Buir im äußersten Nordosten des Autonomen Gebietes Innere Mongolei der Volksrepublik China. Es hat eine Fläche von 19.111 km² und zählt ca. 140.000 Einwohner (Ende 2004). Das Autonome Banner liegt direkt südlich des Stadtbezirks Hailar.

## Administrative Gliederung
Auf Gemeindeebene setzt sich das Autonome Banner der Ewenken aus vier Großgemeinden, fünf Sum, einer Nationalitätengemeinde, einer Wirtschafts- und Erschließungszone, einem Technologie-Musterpark, einem Neustadtbezirk und einem Industriepark zusammen. Diese sind:
| Großgemeinde Bayan Tohoi (巴彦托海镇), Hauptort, Sitz der Bannerregierung; Großgemeinde Dayan (大雁镇); Großgemeinde Hongholji (红花尔基镇); Großgemeinde Yiminhe (伊敏河镇); Sum Bayan Qagan (巴彦查岗苏木); Sum Hui (辉苏木); Sum Xinhen Dong (锡尼河东苏木); | Sum Xinhen Xi (锡尼河西苏木); Sum Yimin (伊敏苏木); Gemeinde Bayan Tal der Daur (巴彦塔拉达斡尔民族乡); Wirtschafts- und Erschließungszone Bayan Tohoi (巴彦托海经济开发区); Malingshu-Musterpark für Neu- und Hochtechnologie Dayan (大雁马铃薯高新技术示范园区); Neustadtbezirk Hulun Buir (呼伦贝尔新城区); Hochenergieträger-Industriepark Yiminhe (伊敏河高载能工业园区). |

## Ethnische Gliederung der Bevölkerung des Autonomen Banners der Ewenken (2000)
Beim Zensus 2000 wurden 146.808 Einwohner gezählt (Bevölkerungsdichte 7,68 Einw./km²).
| Name des Volkes | Einwohner | Anteil  |
| --------------- | --------- | ------- |
| Han             | 89.780    | 61,15 % |
| Mongolen*       | 27.517    | 18,74 % |
| Daur            | 13.943    | 9,5 %   |
| Ewenken         | 9.733     | 6,63 %  |
| Mandschu        | 3.775     | 2,57 %  |
| Hui             | 1.400     | 0,95 %  |
| Koreaner        | 235       | 0,16 %  |
| Russen          | 159       | 0,11 %  |
| Xibe            | 85        | 0,06 %  |
| Oroqen          | 78        | 0,05 %  |
| Sonstige        | 103       | 0,08 %  |

* Bei den Mongolen handelt es sich vor allem um Barguten und Burjaten, die beiden Sum Xinhen Dong und Xinhen Xi sind burjatische Dörfer.